# Alveolater
Alveolater är en grupp eukaryoter ofta klassificerade inom supergruppen Chromalveolata. Alla alveolater är encelliga och utmärks av att ha en sorts membransäckar, så kallade alveoler (alveoli sing. alveolus), en slags utplattade vesiklar, under plasmamembranet. Även om alla alveolater är encelliga finns ändå stor diversitet inom gruppen; många arter lever frilevande som heterotrofer (till exempel ciliaterna), andra som parasiter (till exempel apikomplexerna), medan ytterligare andra, framförallt vissa av dinoflagellaterna är fotosyntetiserande alger av mycket stor ekologisk betydelse. Många dinoflagellater lever dessutom inuti koraller som fotosyntetiserande s.k. zooxanteller.  Nedanstående kladogram visar alveolaternas inbördes släktskap. Perkinsus visar upp en del plesiomorfa drag (jämfört med dinoflagellaterna)
|  | Apicomplexa                                                   |
|  |                                                               |
|  | \| \| Perkinsus \| \| \| \| \| \| Dinoflagellater \| \| \| \| |
|  |                                                               |
|  | Perkinsus                                                     |
|  |                                                               |
|  | Dinoflagellater                                               |
|  |                                                               |

|  | Perkinsus       |
|  |                 |
|  | Dinoflagellater |
|  |                 |

|  | Apicomplexa                                                   |
|  |                                                               |
|  | \| \| Perkinsus \| \| \| \| \| \| Dinoflagellater \| \| \| \| |
|  |                                                               |
|  | Perkinsus                                                     |
|  |                                                               |
|  | Dinoflagellater                                               |
|  |                                                               |

|  | Perkinsus       |
|  |                 |
|  | Dinoflagellater |
|  |                 |